# 船子村
- 船子村
- 舟子村

船子村（ふなこむら）は、かつて岐阜県揖斐郡にあった村である。
現在の揖斐郡池田町舟子に該当する。

## 歴史
- 1889年（明治22年）7月1日 - 町村制により、船子村が発足。
- 1897年（明治30年）4月1日[2] - 大野郡の一部と池田郡の合併により揖斐郡所属となる。
- 1897年（明治30年）4月1日 - 宮地村、小牛村、般若畑村、段村、願成寺村が合併し宮地村が発足。同日船子村廃止。